# 片渕悦久
片渕 悦久（かたふち のぶひさ、1965年 - ）は、日本のアメリカ文学者。大阪大学教授。

## 略歴
佐賀県唐津市生まれ。佐賀県立唐津東高等学校出身。1988年佐賀大学教育学部中学英語卒、1995年大阪大学大学院文学研究科博士課程単位修得退学、北陸大学専任講師、1996年同志社女子大学専任講師、2000年同現代社会学部助教授、2003年大阪大学文学研究科助教授、2007年准教授、2013年教授
。2007年「回想・思索・物語 ユダヤ系アメリカ作家としてのソール・ベロー」で大阪大学文学博士。専門はアメリカ文学（ユダヤ系小説）。  

## 著書
- 『ソール・ベローの物語意識』（晃洋書房） 2007
- 『物語更新論入門』（学術研究出版 / ブックウェイ） 2016

### 共編
- 『自己実現とアメリカ文学』（町田哲司共編、晃洋書房） 1998
- 『アイデンティティとアメリカ小説 1950年代を中心に』（町田哲司, 江尻雅一共編、晃洋書房） 2001
- 『アメリカン・スタディーズ入門 自己実現でみるアメリカ』（町田哲司, 江尻雅一共編、萌書房） 2003
- 『新世紀アメリカ文学史 マップ・キーワード・データ』（森岡裕一共編、英宝社） 2004

## 翻訳
- 『うちにユダヤ人がいます』（ラーラ・ヴァプニャール、朝日出版社） 2008
- 『アダプテーションの理論』（リンダ・ハッチオン、鴨川啓信, 武田雅史共訳、晃洋書房） 2012
- 『新イディッシュ語の喜び』（レオ・ロステン、広瀬佳司監修、大場昌子, 勝井伸子, 杉澤伶維子, 鈴木久博共編訳、大阪教育図書） 2013

## 参考
- [ISBN　978-4-7710-1900-3]
- 大阪大学